# Saint-Narcisse
Saint-Narcisse è un film drammatico del 2020 diretto da Bruce LaBruce. È stato presentato il 4 settembre 2020 alla 77ª Mostra internazionale d'arte cinematografica di Venezia, come fuori concorso all'interno della rassegna delle Giornate degli autori. Ha partecipato al Festival MIX Milano 2020.
Il film è ambientato nel Québec in Canada nel 1972.

## Trama
Dominic ha il culto di sé stesso e passa molto tempo a fotografarsi con una polaroid. Vive in un mondo distorto. Alla morte della nonna, che lo ha allevato da sola, scopre due segreti di famiglia. Il primo è che sua madre Beatrice non è morta di parto e convive con la sua compagna in uno chalet nei boschi del Québec. Il secondo è che ha un fratello gemello di nome Daniel che è rinchiuso in un monastero, dove è vittima delle violenze sessuali di Padre Andrew, a capo del convento, che è innamorato di lui. Dominic libererà il gemello Daniel dalla prigionia del convento e i due si ricongiungeranno con la madre.